# Darko Perović
Darko Perović (serbisk kyrilliska: Дарко Перовић) född 14 juni 1965 i Aranđelovac, Socialistiska republiken Serbien, SFR Jugoslavien, är en serbisk serieskapare.
Han är skapare av bland annat Brek, Magico Vento (serieförfattare: Gianfranco Manfredi), Shangai Devil (serieförfattare: Manfredi), Les Carnets secrets du Vatican (serieförfattare: Hervé Loiselet alias "Novy") och Alamo (serieförfattare: Olivier Dobremel alias "Dobbs").